# Quận Schoolcraft, Michigan
Quận Schoolcraft một quận thuộc tiểu bang Michigan, Hoa Kỳ. Quận lỵ đóng ở Manistique,6. Theo điều tra dân số năm 2000 của Cục điều tra dân số Hoa Kỳ năm 2000, quận có dân số 8903 người. Quận được đặt tên theo Henry Schoolcraft.

## Địa lý
Theo Cục điều tra dân số Hoa Kỳ, quận có diện tích 4879 km2, trong đó có 1827 km2 là diện tích mặt nước.